# آرمین نوابی
آرمین نوابی (زاده ۵ دی ۱۳۶۲) فعال سکولاریست و نویسنده و پادکستر و فعال حقوق بشر است که در حال حاضر در ونکوور کانادا زندگی می‌کند. در سال ۲۰۱۲ او انجمن آزاداندیشی آنلاین جمهوری بی‌خدایان را به عنوان یک سازمان غیرانتفاعی مستقر در کانادا تأسیس کرد که هم‌اکنون صدها شعبه از آن به نام «کنسولگری» در چندین کشور در سراسر جهان مانند مالزی، اندونزی و فیلیپین وجود دارد. این انجمن کمک می‌کند تا بی‌خدایان با یکدیگر به تعامل در جوامعی بپردازند که در آن بی‌دینی، ارتداد و کفر جرم و جنایت محسوب شده و سرکوب می‌شود. به عنوان نویسنده، او کتاب چرا خدا وجود ندارد را در سال ۲۰۱۴ منتشر کرد و در سال ۲۰۱۷ به عنوان مجری پادکست جهادگران سکولار با علی اله رضوی، یاسمین محمد و فیصل سعید آل معمار همکاری کرد. در ژانویه سال ۲۰۱۸، نمایش جهادی‌های سکولار به برای روشنگری مسلمانان تغییر نام داد و رضوی و نوابی هر دو رئیس آن شدند.

## زندگی‌نامه

### جوانی
نوابی متولد سال ۱۳۶۲ است و به عنوان یک مسلمان شیعه در تهران بزرگ شده است. وی پیش از آنکه در ۱۹۸۸ به تهران بازگردد، در سال ۱۹۸۵ برای مدت کوتاهی به آلمان و در ۱۹۸۶ به لندن نقل مکان کرد. خانواده وی لیبرال بودند اما در مدرسه به او آموزانده شد که به جهنم اعتقاد داشته باشد و حتی انجام کوچک‌ترین گناه او را به آنجا می‌برد. نوابی تصریح کرد: اگر قرار بود در زندگی پس از مرگ برای ابد زنده بماند، این باید اولویت همه در طول زندگیشان بر روی زمین باشد. با این حال وی دریافت که تعداد معدودی از اطرافیان، گرچه ادعا می‌کنند این را باور دارند، اما چنین چیزی برایشان از اهمیت ویژه ای برخوردار نیست. او برای جلوگیری از جهنم به هر قیمتی قبل از رسیدن به سن بلوغ (۱۵ سالگی) اقدام به خودکشی کرد، زیرا هر گناهی (از جمله خودکشی) که قبل از بلوغ شرعی مرتکب آن شده بود، ظاهراً "به حساب نمی‌آمد.
نوابی در سن ۱۲ سالگی با پریدن از پنجره مدرسه اقدام به خودکشی کرد، اما ناموفق بود. این کار او را به مدت ۷ ماه روی صندلی چرخدار نشاند و یک سال مدرسه را از دست داد.

### بی‌دینی و مهاجرت
نوابی پس از بهبودی حالش، دچار احساس بدی نسبت به بی‌ایمانی خانواده خودش بود و یک مسلمان معتقدتر شد. او هیچ وقت در خواندن نمازش کوتاهی نمی‌کرد و هرگز به دختران نگاه نمی‌کرد تا مبادا وسوسه شود و با جدیت به مطالعه اسلام پرداخت. با این حال، هر چه بیشتر یاد می‌گرفت شک و تردیدهای بیشتری برایش به وجود می‌آمد، زیرا محتوای اسلام برای او معنایی نداشت، او به مطالعه زندگی روزمره مسلمانان پرداخت و در این که همه غیر مسلمانان باید با شکنجه ابدی مجازات شوند شک کرد. مطالعه ادیان دیگر شک و تردید او را حتی بیشتر هم برانگیخت. یک واقعه مهم در خواندن کتابی در مورد تاریخ دین در دانشکده بود: "من دیدم که چقدر راحت است که مفهوم خدا و آنچه را که او می‌خواست بر اساس سیاست زمان تغییر کند. چرا من حتی این را به درستی قبول کنم؟ من هرگز از خودم نمی‌پرسیدم که آیا این فقط می‌تواند ساخته شود؟ " نوابی در عین ناامیدی و ترس زیاد از جهنم، از خدا خواست تا خودش را بر او آشکار کند و ثابت کند که واقعی است. با این حال، او هیچ جوابی دریافت نکرد، ایمان خود را از دست داد و در نهایت نتیجه گرفت که خدا خیالی است.
نوابی حدود یک سال در دانشگاه تهران تحصیل کرد و زیست‌شناسی مولکولی را فرا گرفت. نوابی وقتی دانشگاه بود، در ابتدا فکر کرد که ممکن است دیوانه شود و تنها او آتئیسم را می‌شناسد. با این حال، هنگامی که او به دو تن از دوستان دانشگاه خود اعتراف کرد و افکار تازه توسعه یافته خود را فاش کرد، طی چند هفته نسبت به دین دچار تردید شدند. این امر او را ترغیب کرد تا در اینترنت به دنبال همفکران خود باشد. او نمی‌خواست در تهران بماند و موفق به اخذ ویزای دانشجویی برای دانشگاه بریتیش کلمبیا برای تحصیل در امور مالی شد. وی در ۱۰ اکتبر ۲۰۰۴ وارد ونکوور شد و بعداً مقیم دائمی شد و در نهایت تابعیت کانادا را به دست آورد. در آنجا، او جمهوری بی خدایان را در سال ۲۰۱۲ ایجاد کرد تا در یک جامعه بی خدایی جهانی بتواند بستر فعالیت خود را ایجاد کند.

### اتهام توهین به مقدسات
نوابی در سال ۲۰۱۹ به هدف چندین تلاش توهین به مقدسات تبدیل شد.
در فوریه سال ۲۰۱۹، Cherwell، یک روزنامه دانشجویی در دانشگاه آکسفورد، از انتشار مصاحبه نوابی در نسخه آنلاین خود، به این دلیل که «ممکن است توهین آمیز به نظر برسد» خودداری کرد. این مصاحبه در نسخه چاپی روزنامه منتشر شد. ویرایشگر پروفایل فردی هایوارد که مصاحبه را انجام داد در اعتراض به این کار استعفا داد.
در مارس ۲۰۱۹، دانشگاه مؤنث رویال در شهر کلگری کانادا یک برنامه سخنرانی برنامه‌ریزی شده با نام نوابی را که توسط انجمن آتئیست کالگری انجام شده بود ، لغو کرد. این دانشگاه اظهار داشت که تمایلی برای برگزاری این رویداد پس از تیراندازی در مسجد کریستچرچ وجود ندارد، اما «این امر به‌طور کامل باعث می‌شود که ایشان در زمان دیگری به دانشگاه ما بیاید». در ماه اوت، آموزش عالی آلبرتا گفت باید مانع بنیان نوابی و تشکیلات مشابه شد، و سیاست آزادی بیان آکادمیک دانشگاه باید قوی تر نظارت کند.

## جمهوری بی خدایان

### پایه
در حالی که هنوز در ایران زندگی می‌کرد، نوابی گروه «بی‌خدایان ایران» را در اورکات و در سال ۲۰۰۳، برای ارتباط با دیگر بی‌خدایان در کشور، تأسیس کرد. او شوکه شده، تعجب کرده و خوشحال شد که بسیاری دیگر مانند او وجود داشتند، و این احساسات متقابلاً بود: «این احساس می‌شد که به خانواده ای می‌آیید که حتی نمی‌دانید از خانه خود دارید.» پس از مدتی، نوابی تصمیم گرفت تا با ملحدان فراتر از جمهوری اسلامی ایران، صفحه «جمهوری بیخدا» را در فیس بوک و سال ژانویه ۲۰۱۲ تأسیس کند. بعداً در فوریه ۲۰۱۲ توسط گروه فیسبوک و وب سایت www.atheistrepublic.com دنبال شد که از ژوئیه ۲۰۱۷ تقریباً ۵ میلیون بازدید در هفته دریافت کرد. جمهوری بی خدایان بی خدایان را از سراسر جهان دور هم جمع می‌کند، LGBTQ و حقوق زنان را ترویج می‌کند و با آزار و اذیت خداناباوران مبارزه می‌کند. به گفته نوابی، این ارزش‌های رهایی‌بخش که AR درصدد گسترش آن است، مورد حمله اسلام‌گرایی، راست‌گرایی آلترناتیو و چپ واپس‌گرا قرار دارند.

## آثار
- Navabi, Armin; Hise, Nicki (2014). Why There Is No God. Simple Responses to 20 Common Arguments for the Existence of God. CreateSpace Independent Publishing Platform. pp. 128. ISBN 978-1-5027-7528-3.  Navabi, Armin; Hise, Nicki (2014). Why There Is No God. Simple Responses to 20 Common Arguments for the Existence of God. CreateSpace Independent Publishing Platform. pp. 128. ISBN 978-1-5027-7528-3.  Navabi, Armin; Hise, Nicki (2014). Why There Is No God. Simple Responses to 20 Common Arguments for the Existence of God. CreateSpace Independent Publishing Platform. pp. 128. ISBN 978-1-5027-7528-3.